# Theodor Zwinger der Jüngere

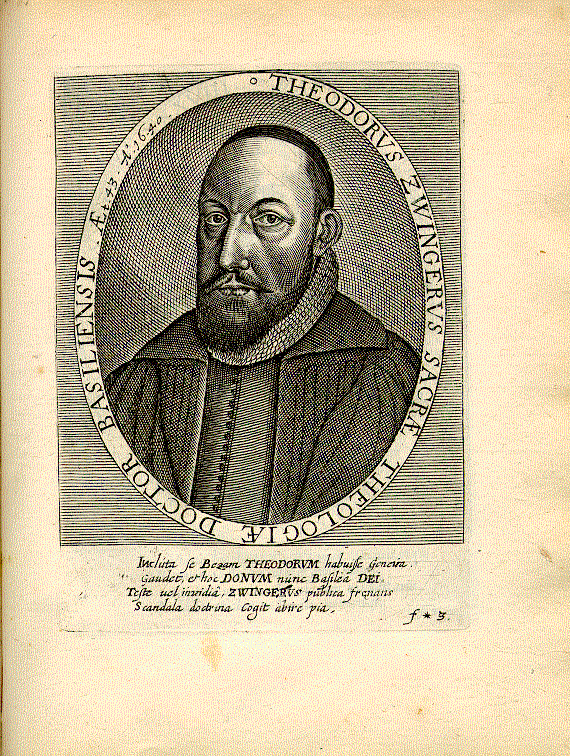
Theodor Zwinger

Theodor Zwinger der Jüngere, auch Theodor II. Zwinger zur Unterscheidung von seinem Enkel, dem Botaniker und Mediziner Theodor Zwinger III. (1658–1724), (* 20. November 1597 in Basel; † 27. Dezember 1654 ebenda) war ein reformierter Pfarrer und Theologie-Professor. Von 1630 bis zu seinem Tod wirkte er als Antistes der Basler Kirche.

## Leben
Zwinger, ein Sohn des Basler Arztes Jakob Zwinger und Enkel des Mediziners und Wissenschaftlers Theodor Zwinger, interessierte sich sowohl für medizinische als auch für theologische studien und entschied sich erst nach einer lebensbedrohenden Krankheit ganz für die Theologie. Nach einer Studienreise durch Westeuropa wurde er 1619 Hilfsgeistlicher in Basel und im folgenden Jahr Archidiaconus. 1627 erhielt er die Pfarrstelle an der Theodorskirche und rückte im Juni 1630 als Nachfolger von Johannes Wolleb zum  Pfarrer am Basler Münster auf. Dieses Amt war mit dem des Antistes und der Professur für Altes Testament an der Universität Basel verbunden, wo Zwinger  am 30. November auch zum Dr. theol. promoviert wurde. 1636 und 1644 wirkte Zwinger als Rektor der Universität. Als überzeugter Calvinist wechselte er Streitschriften mit den Straßburger Lutheranern Johann Schmidt (Theologe, 1594) und Johann Georg Dorsche und erreichte 1644 den Beitritt Basels zum Zweiten Helvetischen Bekenntnis.

## Familie
Zwinger heiratete 1621 Anna Maria Werthemann, die aber schon 1624 starb. Aus seiner zweiten Ehe mit Magdalena Buxtorf (1604–1670) gingen fünf Kinder hervor, darunter der Theologieprofessor Johannes Zwinger (1634–1696) und Maria Magdalena Zwinger (1636–1676), die den späteren Antistes Lukas Gernler (1625–1675) heiratete.

## Schriften (Auswahl)
- Bericht von dem rechten heilsamen Gebrauch und empfahung desz heiligen Abendmals unsers Herren Jesu Christi. Basel 1651.
- Theatrum sapientiae coelestis ex Joh. Calvini Institutione Christianae religionis Analysi continua, Opera nova repraesentatum. Basel 1652.
- Erklärung und Rettung der reinen Lehre von dem H. Abendmahl unsers Herrn Jesu Christi. Basel 1655.
- Analytica recensio epistolae B. Apostoli Pauli ad Romanos. Basel 1655.